# 田名向原遺跡

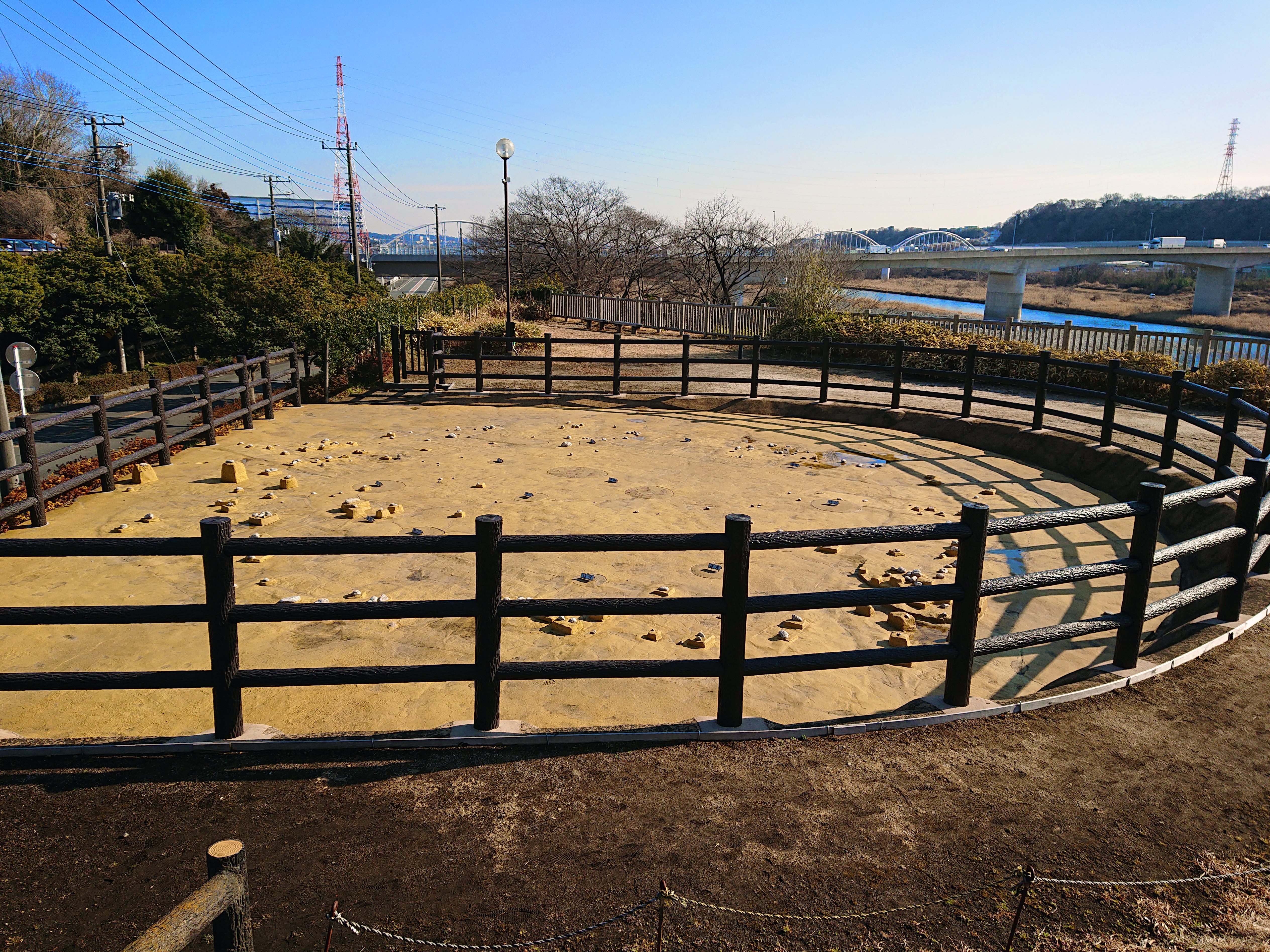
旧石器時代建物遺構の原寸復元模型（史跡田名向原遺跡公園）

田名向原遺跡（たなむかいはらいせき）は、神奈川県相模原市中央区田名塩田に所在する後期旧石器時代末（約20,000年前-18,000年前）から縄文時代・古墳時代にかけての複合遺跡である。国の史跡。

## 遺跡概要
相模川左岸の比高11メートルの低位段丘上に立地している。遺跡の川寄りでは水成層の堆積がみられ、後期旧石器時代の本遺跡は相模川べりに位置していたと推定される。
本遺跡は田名塩田地区にある遺跡群（田名塩田遺跡群）の1つで、土地区画整理事業（住宅地化）に伴って1989年（平成元年）から発掘調査が行われ、古墳時代の古墳群（谷原古墳群）や縄文時代の村などが発見されていたが、1997年（平成9年）の調査で旧石器時代の平地建物跡と推定される遺構（住居状遺構）が発見された。住居状遺構は、直径約10メートルの円形の範囲を円礫（川原石）で囲んだものであり、内部からは柱穴12基と焚き火跡2箇所が検出されている。本遺構は、川辺に接していたと考えられ、サケ・マス類の季節的・集約的な漁場につくられた半定住用の建物と推定されている。
また、二次加工をともなう剥片や大量の母岩・石核も集中して見つかっており、旧石器時代人の石器製作の場として利用されたと推定されている。槍先形石器の石材には長野県産、伊豆産、および箱根産の黒曜石が用いられ、遠隔地との交流も示唆される。成形された石器では尖頭器193点のほかナイフ形石器50点あまりが出土した。
本遺跡の建物跡は、炉跡、柱穴、外周の円礫群などをともない、確実なものとしては大阪府藤井寺市のはさみ山遺跡例などに並び、日本列島で10例程度しか確認されていない列島最古級の建物跡である。
本遺跡は、1999年（平成11年）1月28日に国の史跡に指定され、相模原市によって史跡環境整備が進められた。

## 史跡田名向原遺跡公園
2007年（平成19年）3月31日には遺跡公園「史跡田名向原遺跡公園」として開園した。旧石器時代の住居状遺構のほか、同じ田名向原遺跡（田名塩田遺跡群）内で検出された縄文時代の竪穴建物の復元建物や、古墳時代の谷原古墳群の第12号墳の移築古墳が野外展示されている。また、公園用地内で発見された谷原13号墳・谷原14号墳は、埋め戻し保存の形で公園内に現地保存されている。2009年（平成21年）4月には、県道を挟んで公園の向かいに史跡田名向原遺跡旧石器時代学習館が開館した。

## 所在地
相模原市中央区田名塩田3-313-3

## 交通
JR相模線原当麻駅から「望地キャンプ場入口」行き「塩田下」下車

## 参考画像

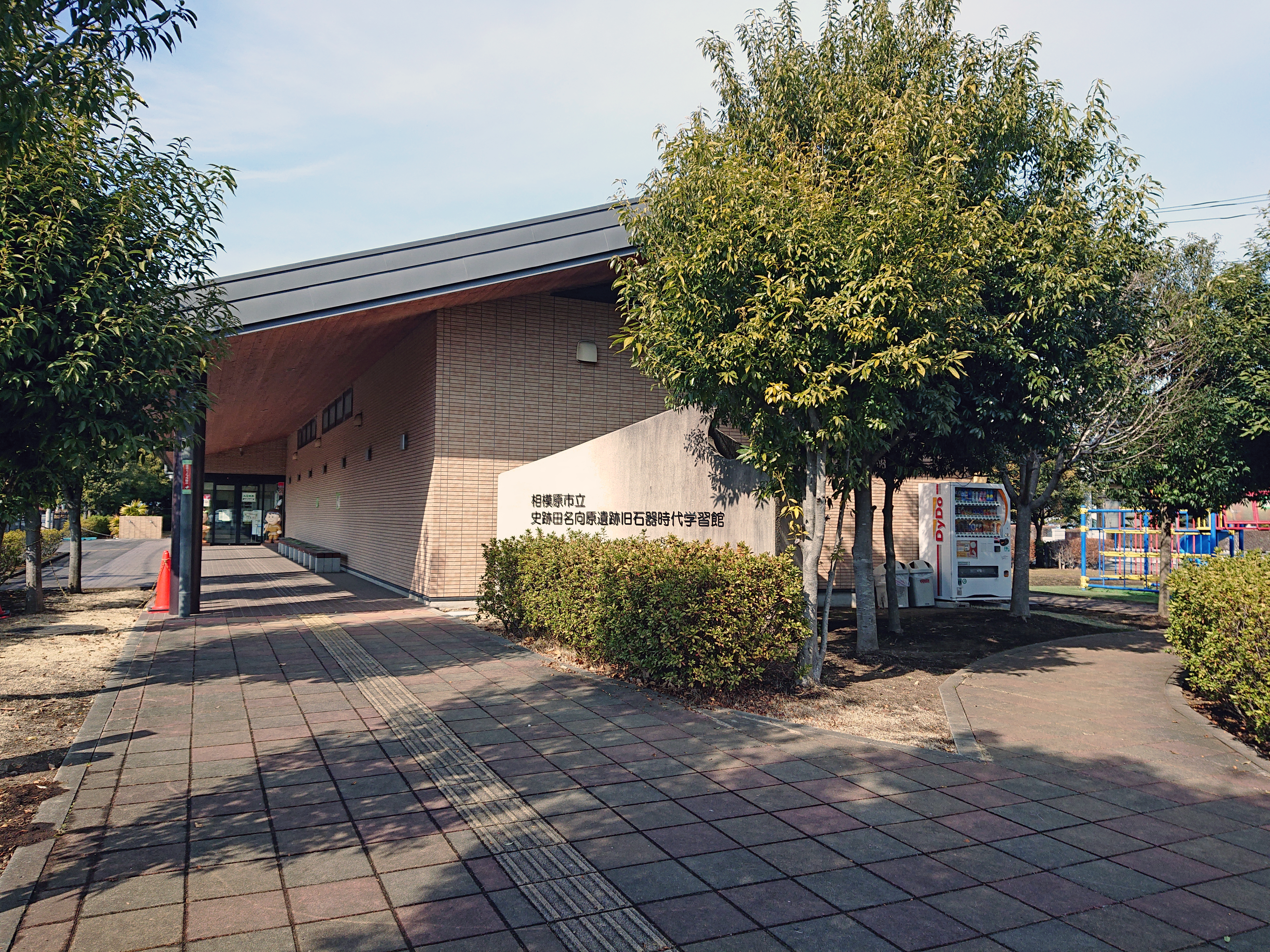
史跡田名向原遺跡旧石器時代学習館
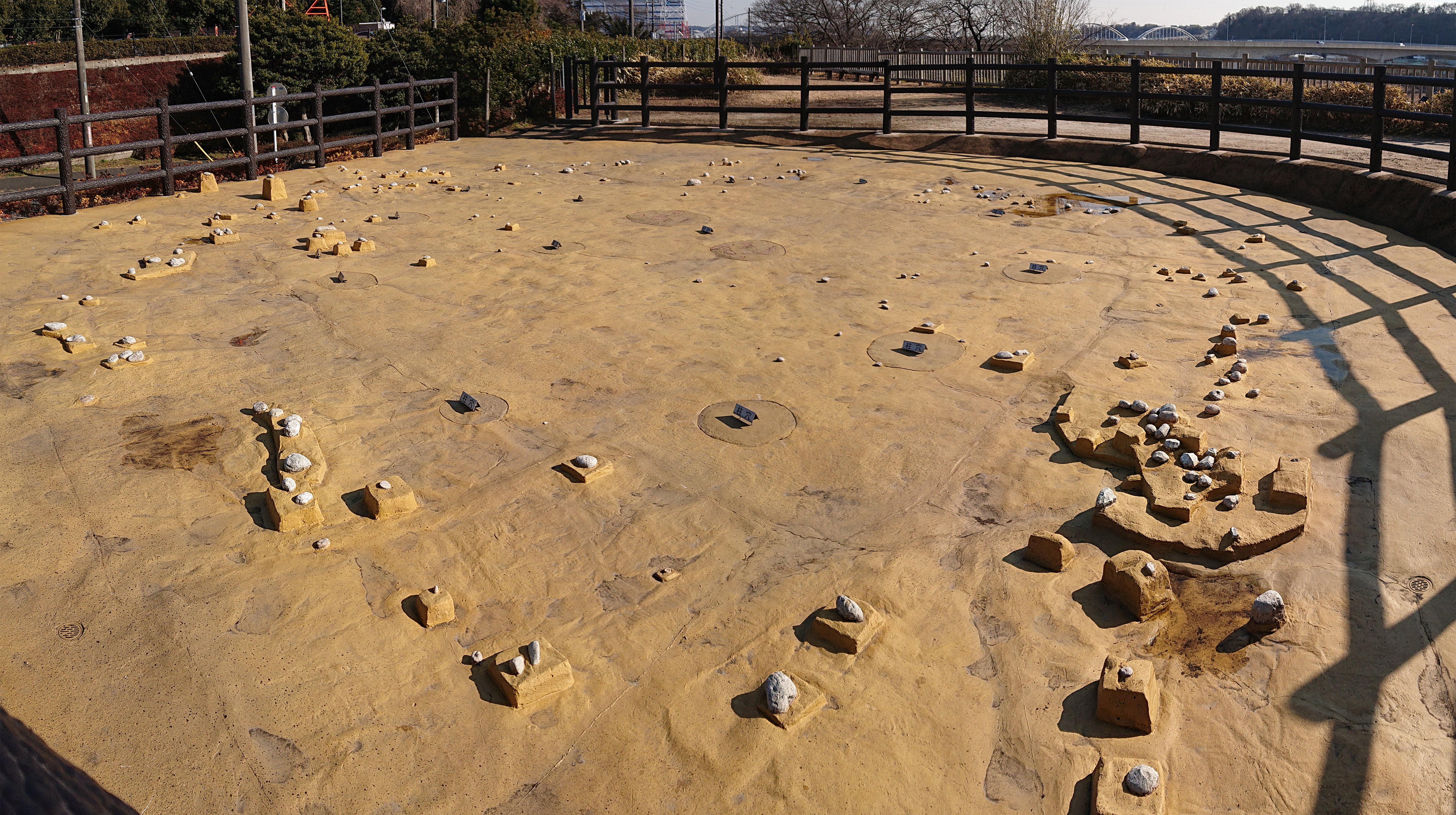
旧石器時代建物遺構の原寸復元模型、北側より（史跡田名向原遺跡公園）
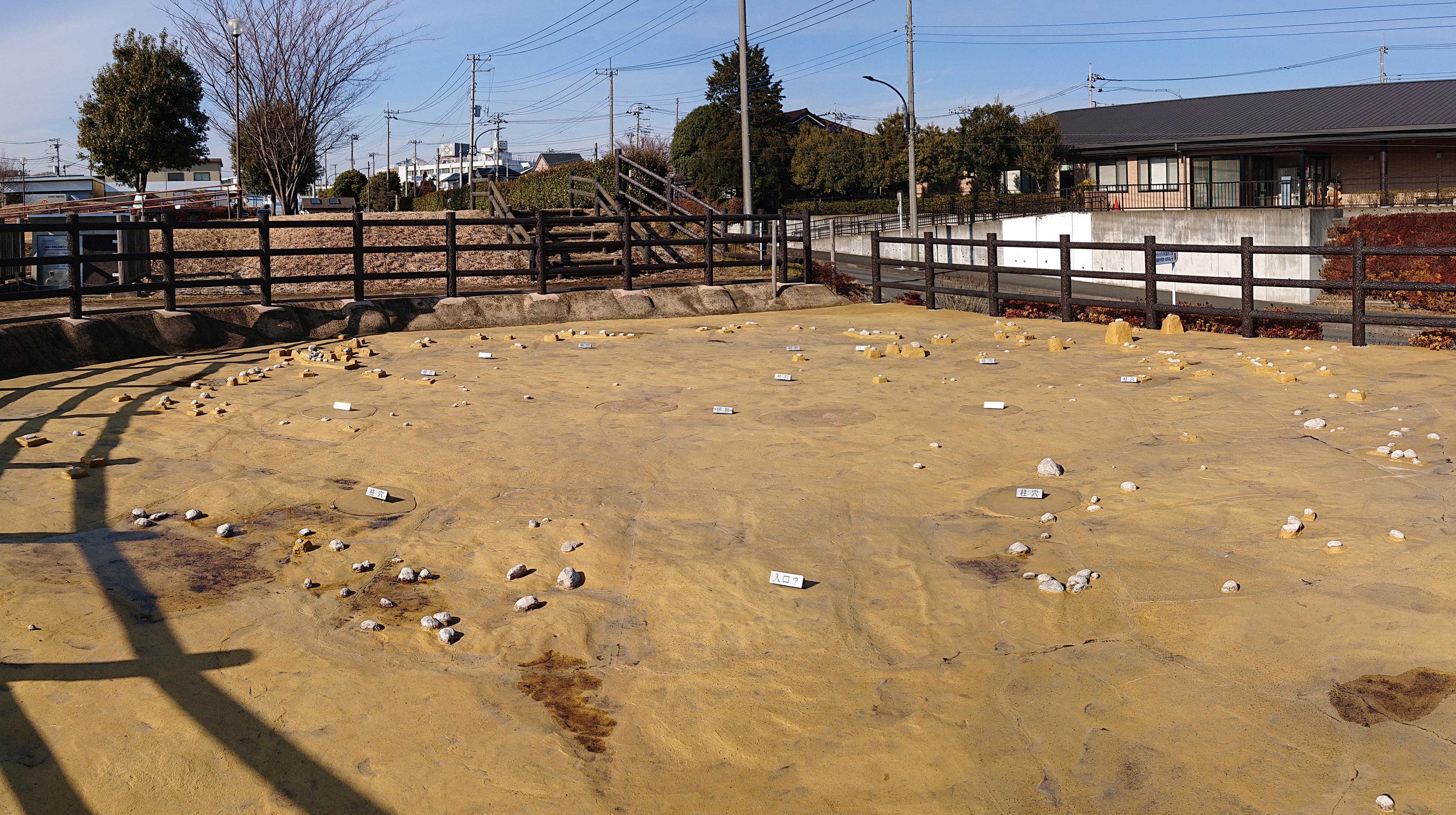
旧石器時代建物遺構の原寸復元模型、南側より（史跡田名向原遺跡公園）
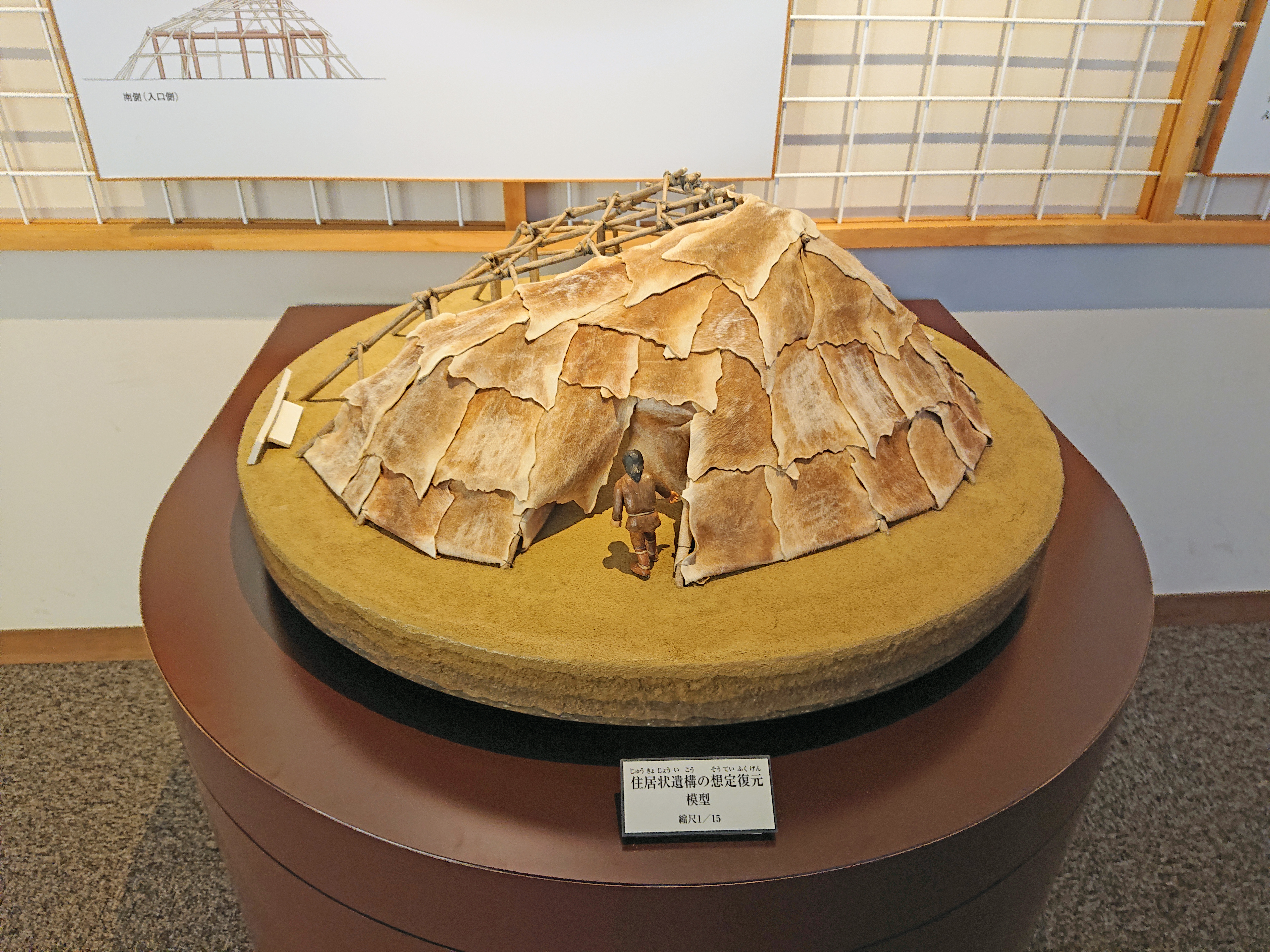
田名向原遺跡の旧石器時代建物の復元模型（旧石器ハテナ館内）
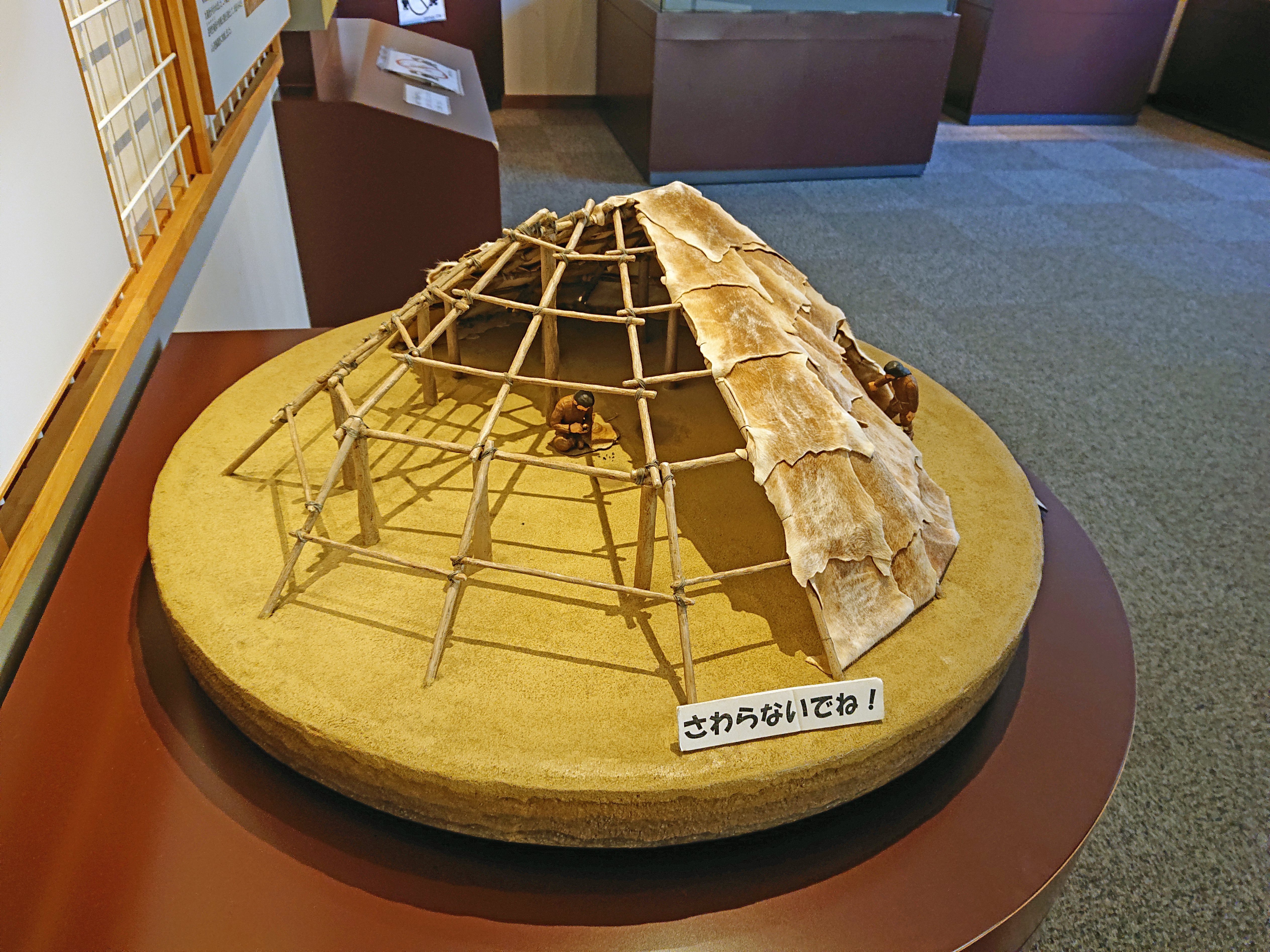
田名向原遺跡の旧石器時代建物の復元模型（旧石器ハテナ館内）